# 巴爾基夫卡
48°45′40″N 27°32′21″E / 48.76111°N 27.53917°E
巴爾基夫卡（烏克蘭語：Балківка），是烏克蘭的村落，位於該國西南部文尼察州，由莫希利夫-波季利斯基區負責管轄，面積0.14平方公里，海拔高度186米，2001年人口8，人口密度每平方公里57.14人。